# Celina Pereira
Celina Pereira   (illa de Boa Vista, 10 de setembre de 1940 - Lisboa, 17 de desembre de 2020) fou una cantant i educadora de Cap Verd.

## Biografia
Va ser mestra d'escola primària a Viseu. Va publicar el seu primer primer disc el 1979 amb el nom de Bobista i el segell Discos Monte Cara de la cantant Bana. El 1986, va enregistrar el seu primer àlbum Força di Cretcheu (Força Amor Meu) que va ser arranjat pel director de música Paulino Vieira i que inclou històries relacionades amb els ritmes de les monges, els jocs i la feina. El 1990, va publicar l'LP Estória, Estória... No Arquipélago das Maravilhas que també va fer Paulino Vieira.
Va començar treballar explicant històries als Estats Units el 1991. Va publicar l'àlbum Nós Tradição (La nostra Tradició) juntament amb l'editor francès Melódie el 1993. Va participar en la recopilació Pensa nisto!.... El disc Harpejos e Gorjejos va ser publicat el 1998 i va cantar en portuguès i crioll. Va treballar amb el director musical Zé Afonso. Va interpretar "Bejo de saudade" de B. Leza, d'estil morna, amb Carlos Zel. Va treballar amb Martinho da Vila en la cançó "Nutridinha (nutridinha sal)" al disc Lusofonia del 2000. "Estória, Estória...", novament enregistrat, va guanyar diversos premis internacionals. Va rebre la medalla al mèrit pel president portuguès Jorge Sampaio el 2003, per la seva feina i la seva tasca educativa i de promoció cultural a Cap Verd.
Va preparar per una edició nova del disc, multilingüe amb versions en portuguès, crioll de Cap Verd, anglès i francès. Les il·lustracions van ser fetes per pintor Moçambiquès Roberto Chichorro. Va preparar una edició de contes basada en la història de l'illa de Boa Vista de Cap Verd. Pereira va rebre el Premi a la Carrera i ho va celebrar en un concert sobre B. Leza el 2014.